# Culture d'Anzabegovo-Vršnik

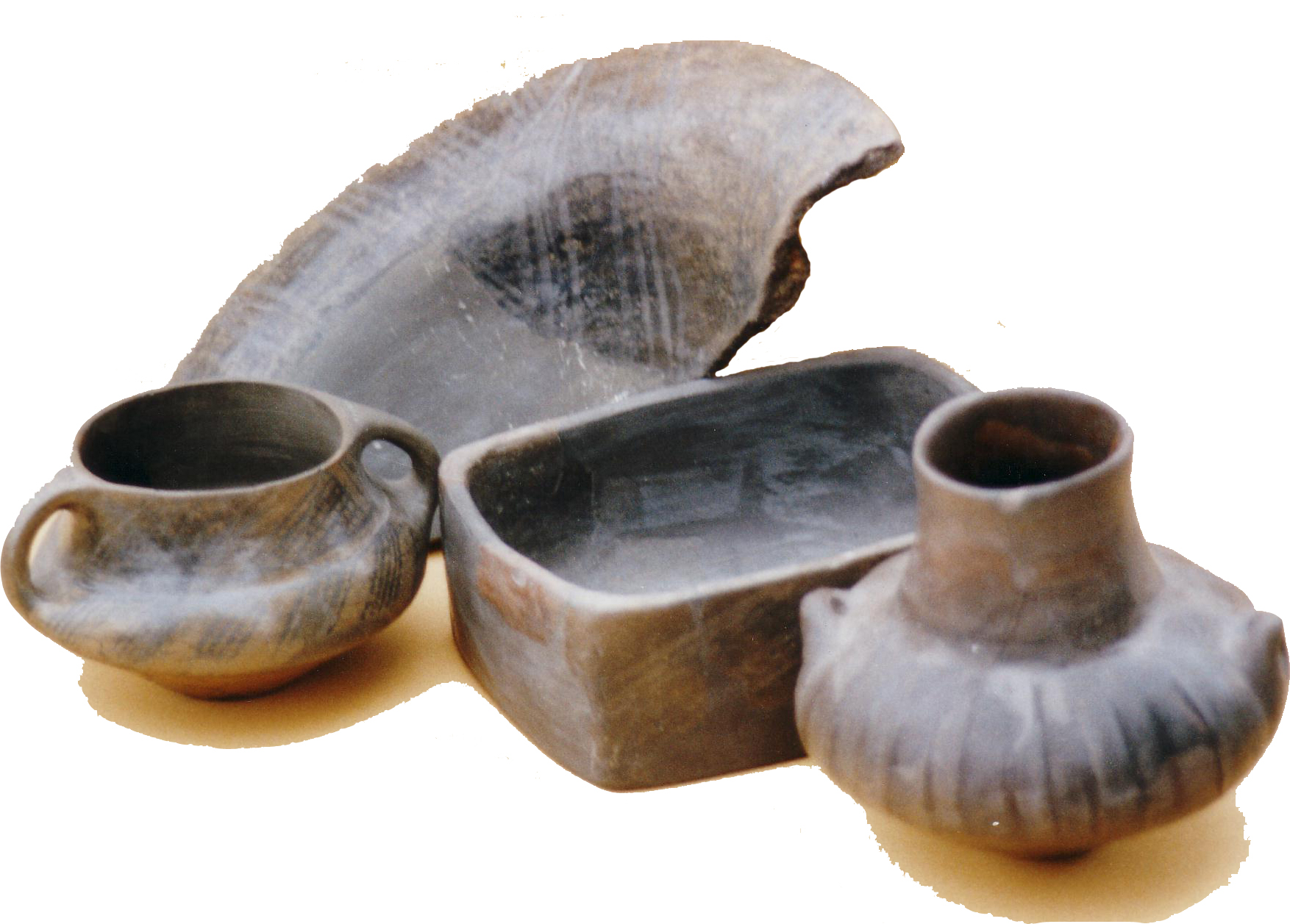
Poterie du site de Pilavo, près de Kočani

La culture d'Anzabegovo-Vršnik est une culture archéologique qui a existé sur le territoire de la Macédoine du Nord au début du Néolithique. Elle fait partie du complexe balkano-anatolien et doit son nom à deux sites archéologiques, Anzabegovo (en macédonien Анзабегово), situé près de Štip, et Vršnik (Вршник), situé près de Vinitsa. Elle se développe de 5300 à 4200 av. J.-C..

## Chronologie
La culture d'Anzabegovo-Vršnik peut se diviser en quatre phases (Anzabegovo-Vršnik I à IV). La première phase est elle-même composée de trois sous-phases (Anzabegovo-Vršnik I-a-b-c). Cette première phase s'est déroulée au début du Néolithique, tandis que les trois suivantes ont eu lieu pendant le Néolithique moyen.

## Extension géographique
Les sites exprimant cette culture se trouvent surtout dans l'est de la Macédoine du Nord, dans des vallées comme celle de la Bregalnica et dans les environs de Skopje. Des artéfacts proches ont également été retrouvés dans les vallées bulgares du Strymon et grecque du Vardar, ce qui laisse supposer une expansion vers ces régions.

## Habitat
Les habitations d'Anzabegovo-Vršnik I sont construites en terre seule, tandis que celles des phases suivantes sont en clayonnage et possèdent de petites fondations ainsi qu'un sol carrelé. Les morts sont toujours enterrés près des habitations, dans une position contractée mais sans orientation particulière.

## Céramique
Trois sortes de poterie furent produites au long des quatre périodes. Les premières ont des parois fines et des couleurs légères, dues à la cuisson, et des grains de mica. Les deuxièmes sont grossières et sans ornements et les troisièmes, plus rares, sont elles aussi frustes avec de larges parois, mais elles sont faites de terre mêlées à des paillettes ou des petits galets. Pendant les phases I et III, le rouge prédomine, tandis que pendant la phase IV les poteries sont grises et noires. Celles de la phase II sont caractérisées par des couleurs grises et marron ainsi que par des ornements en nervure. Les pots de la phase I sont souvent décorés de peinture blanche, qui forme des bandes, des triangles et des végétaux.